# کنگ-سو (شهرستان توپ)
کنگ-سو (به لاتین: Keng-Suu) یک منطقهٔ مسکونی در قرقیزستان است که در شهرستان توپ واقع شده‌است. کنگ-سو ۱٬۹۲۲ نفر جمعیت دارد و ۱٬۸۰۰ متر بالاتر از سطح دریا واقع شده‌است.